# Happy Trails (Quicksilver Messenger Service)
| Recensione                        | Giudizio                     |
| --------------------------------- | ---------------------------- |
| AllMusic                          | [ 1 ]                        |
| Ondarock                          | (Pietra miliare di Ondarock) |
| The New Rolling Stone Album Guide | [ 3 ]                        |
| Sputnikmusic                      | 4.0 (Excellent)              |
| Piero Scaruffi                    | [ 5 ]                        |
| Storia della musica               | [ 6 ]                        |
| Dizionario del Pop-Rock           | [ 7 ]                        |
| 24.000 dischi                     | [ 8 ]                        |

Happy Trails è un disco dei Quicksilver Messenger Service pubblicato nel marzo del 1969 dalla Capitol. È l'album più celebre del duo chitarristico composto da John Cipollina e Gary Duncan.

## Il disco
L'album, registrato quasi interamente dal vivo (durante concerti tenuti nel 1968) e col gruppo momentaneamente sciolto, si apre con una lunghissima versione di Who Do You Love di Bo Diddley, qui trasformata in una suite che occupa tutto il lato A del disco.
È stato considerato a lungo, da diversi critici, uno dei migliori album rock di sempre. Altri brani degni di nota al suo interno sono Calvary e Mona.
La rivista Rolling Stone l'ha inserito al 312º posto della sua lista dei 500 migliori album (2012).

## Tracce
Lato A
1. Who Do You Love (Part 1) – 3:32 (Ellas McDaniel)
2. When Do You Love (Part 2) – 5:30 (Gary Duncan)
3. Where Do You Love – 6:00 (Greg Elmore)
4. How Do You Love – 2:40 (John Cipollina)
5. Which Do You Love – 3:26 (David Freiberg)
6. Who Do You Love – 3:21 (Ellas McDaniel)

Durata totale: 24:29
Lato B
1. Mona – 6:53 (Ellas McDaniel)
2. Maiden of the Cancer Moon – 3:07 (Gary Duncan)
3. Calvary – 13:25 (Gary Duncan)
4. Happy Trails – 0:47 (Dale Evans)

Durata totale: 24:12

## Formazione
- John Cipollina - chitarra
- Gary Duncan - chitarra, voce solista
- David Freiberg - basso, voce
- Greg Elmore - batteria, voce[13]